# Горобцеві

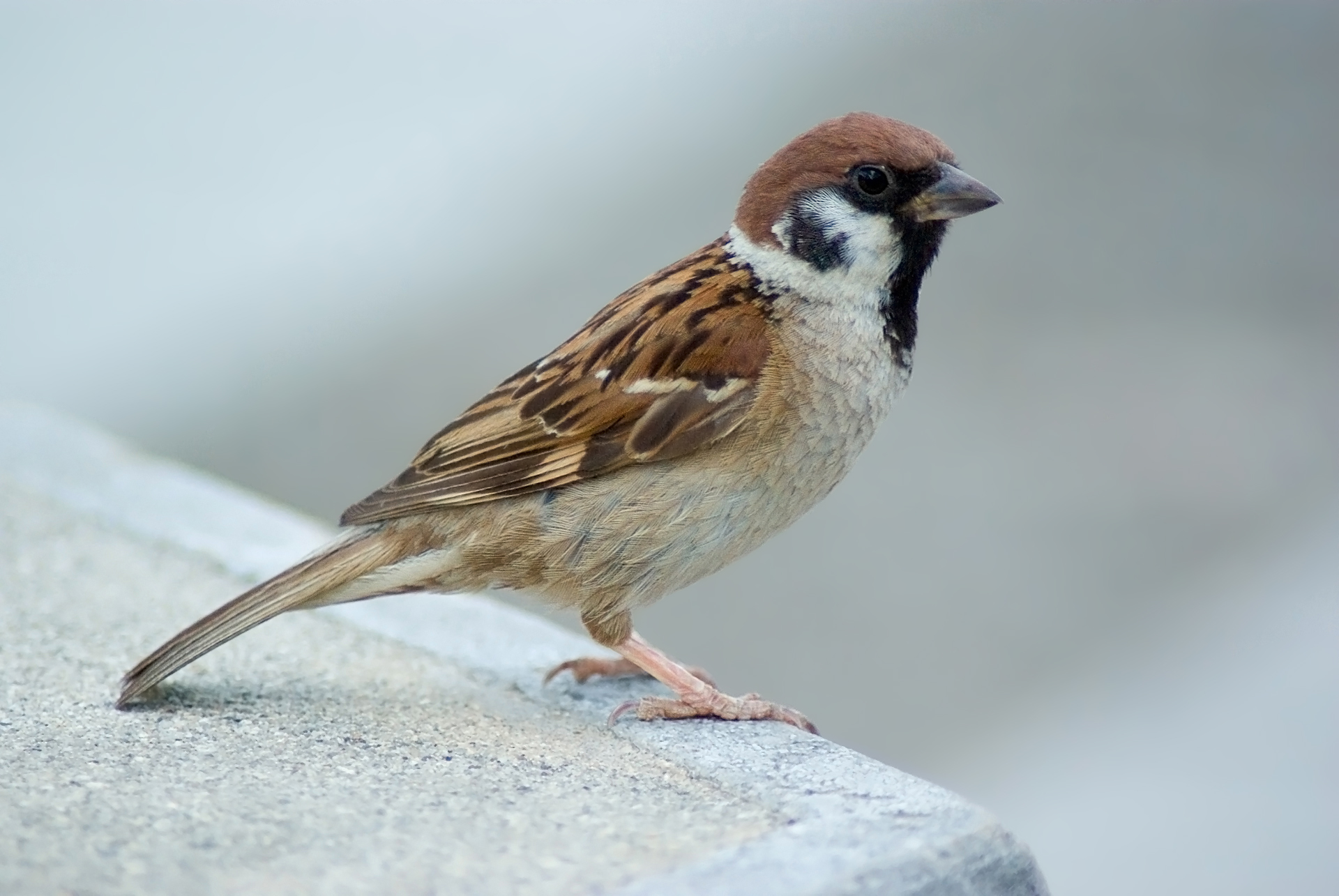
Горобець польовий

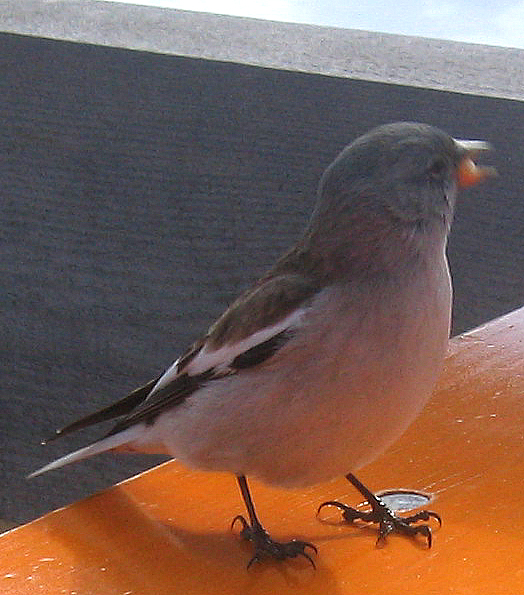
Montifringilla nivalis

Горобцеві (Passeridae) — родина птахів ряду горобцеподібних. Невеликі за розміром, осілі, рідше кочові птахи. По землі пересуваються стрибками. Раніше горобцевих відносили як підродину до родини ткачикових (Ploceidae).

## Загальна характеристика
Горобцеві дуже подібні до ткачикових та в'юркових за зовнішнім виглядом, розмірами, раціоном, особливостями біології та поведінки; однак відрізняються особливостями будови під'язикового апарату та зроговілого піднебіння. Відрізняються від в'юркових також тим, що молоді птахи змінюють повністю махові та стернові пера у першу осінь після народження. Наявні форми, які екологічно та морфологічно є перехідними між ткачиками та горобцями.

## Морфологічні ознаки
Невеликого та середнього розміру птахи, довжина тіла 11—18 см, маса до 40 г. Крила гострі, хвіст середньої величини, зазвичай заокруглений або обрізаний прямо, рідше має вирізку. Дзьоб масивний, конусоподібний, його форма та розміри варіюють незначно.
Забарвлення, як правило, неяскраве: поєднуються сірі, буруваті, білі, чорні, каштанові або руді відтінки, обумовлені наявністю меланінів. Жовті та лимонні кольори, обумовлені наявністю ліпохромів, наявні лише у небагатьох тропічних видів. Зазвичай у самців розвинене контрастне забарвлення на голові, типовими є «шапочки», горлові плями, іноді вузькі «маски». Статевий та віковий диморфізм від слабко виражено до цілком розвиненого, сезонний виражений слабко.

## Розповсюдження
Горобцеві є корінними мешканцями Європи, Африки та Азії. Деякі види завезені в Америку, Австралію та інші частини світу, де вони швидко натуралізувались, особливо в міських та деградованих районах. Наприклад, горобець хатній поширився по всій Північній Америці, Австралії (у кожному штаті, крім Західної Австралії), частинах південної та східної Африки та більшій частині густонаселених частин Південної Америки.

## Екологічні особливості
Більшість видів розміщують гнізда в укриттях — норах, дуплах, порожнинах скель тощо. За формою гнізда являють собою товстостінну кулю з рослинного матеріалу (трави, рідше гілочок) з круглим бічним входом. Розміри та щільність гніздових поселень сильно варіюють, в найтиповіших випадках це 15—30 гнізд на одному дереві або у одній скелі. Характерне утворення моногамних пар, іноді зустрічається бігамія, дуже рідко — полігінія. У кладці від 3 до 10 яєць (зазвичай 4-6). Забарвлення буває однотонно-біле (земляні горобці), з чіткими темними крапками (короткопалий горобець), вохристо-буруваті, сіруваті або зеленуваті з розмитими плямами або крапками у інших видів. Пташенята вилуплюються голими або слабко опушеними. Інкубація триває 11—14 днів, вигодовування виводку в гнізді — 14—17 днів. У більшості видів буває не менше 2 кладок за сезон, у деяких — до 5.
Живляться переважно насінням шляхом їхнього лущення дзьобом. У гніздовий період у живлення більшості переважає тваринний корм, пташенят вигодовують переважно безхребетними.
Для багатьох видів характерна схильність до синантропізації.

## Філогенетичне положення
Іноді горобцевих об'єднують з іншими групами з утворенням нових родин та таксонів вищого рангу, або розділяють родину на підродини. Раніше горобцевих зближували з в'юрками на основі зовнішньої подібності, згодом була доведена близькість до ткачикових.

## Класифікація
У молекулярній біології родина Passeridae розглядається більш широко: до неї відносять, крім горобців, усіх ткачиків, вдовичок, астрильдів, а також тинівок, плисок та щевриків, при цьому родина нараховує 386 видів. За молекулярними даними, горобцеві від'єдналися від ткачикових не пізніше 35 млн років тому, в міоцені.
У вужчому розумінні до родини включають 3—8 родів з 33—43 видами:
- Канело (Hypocryptadius) — 1 вид
- Горобець (Passer) — 28 видів
- Короткопалий горобець (Carpospiza) — 1 вид
- Скельний горобець (Petronia) — 1 вид
- Лимонногорлий горобець (Gymnoris) — 4 види
- Сніговий горобець (Montifringilla) — 3 види
- Білогузий ніверол (Onychostruthus) — 1 вид
- Ніверол (Pyrgilauda) — 4 види

## Цікаві факти
Біологи з Кейптаунського університету дізналися, що самки горобців дронго (Dicrurus adsimilis) навчилися виявляти індивідуальні візерунки на яйцях зозулі (Cuculus gularis), що паразитують і підкладають свої яйця у гнізда горобців. Нове дослідження 2023 року показало, що такий унікальний візерунок дозволяє горобцям дронго точно визначати чужі яйця більш як у 90 % випадків.